# Церковь Всех Святых (Олревос)
Церковь Всех Святых (англ. All Saints Church, Alrewas) — приходская церковь в деревне Олревос района Личфилд (графство Стаффордшир), расположенная на северо-западе поселения — на северной стороне канала Трент-Мерси; здание храма, построенное в XIII веке на месте церкви-предшественницы X века, перестраивалось в XIV, XVI и XIX веках; является памятником архитектуры I класса.